# Ninon
A Ninon női név a Nina francia alakja.

## Rokon nevek
Anda, Anélia, Anéta, Anett, Anetta, Anica, Anika, Anikó, Anilla, Anina, Anita, Anka, Anna, Annabell, Annabella, Annaliza, Annamari, Annamária, Annarita, Annavera, Anni, Hanna, Hanka, Kisanna, Nanett, Nanetta, Netta, Netti, Nina, Kisó, Ninetta, Ninett, Panka, Panna, Panni

## Gyakorisága
Az újszülötteknek adott nevek körében az 1990-es években szórványosan fordult elő. A 2000-es és a 2010-es években sem szerepelt a 100 leggyakrabban adott női név között.
A teljes népességre vonatkozóan a Ninon sem a 2000-es, sem a 2010-es években nem szerepelt a 100 leggyakrabban viselt női név között.

## Névnapok

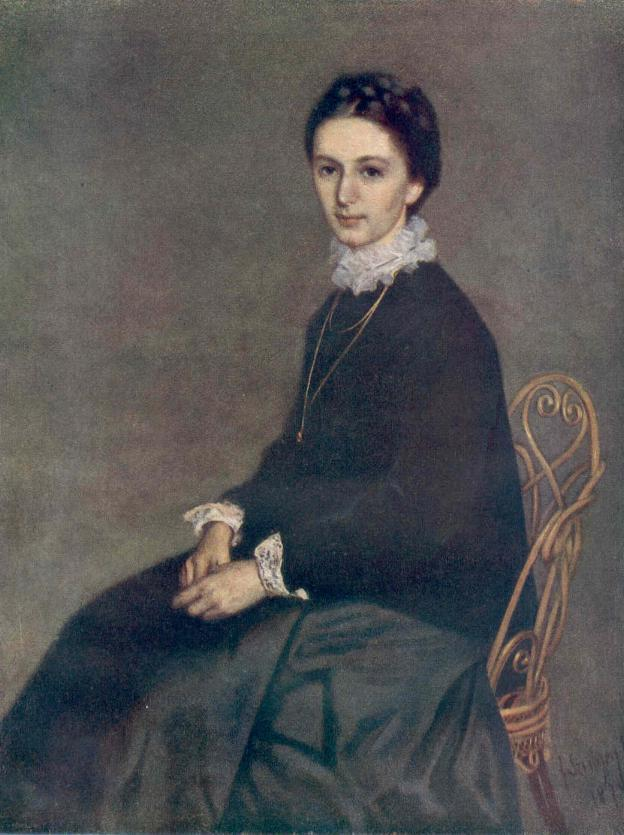
Szinyei Merse Pál nővére, Ninon

július 26.